# 토니킴

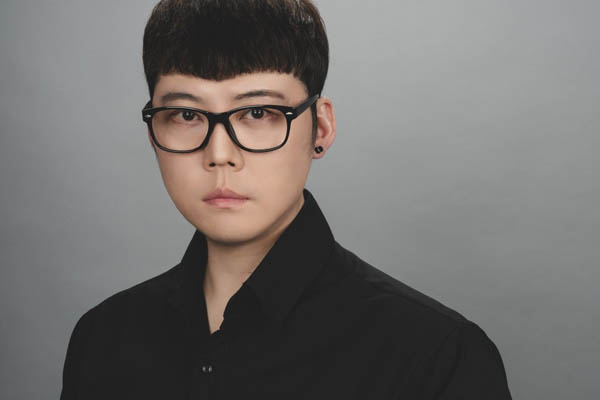

가수명: 토니킴 (1987년 4월 30일)은 대한민국의 가수이다.

## 생애
토니킴(본명:김토니)은 1987년 4월 30일, 파라과이에서 2남 중 첫째로 태어났다. 
출생 이후 파라과이에서 자랐으며 초 중 고등학교를 마친후
대학 입학으로 한국에 처음 왔다.  이후 외국인 신분으로 자원 입대하여 만기 전역하고
남다른 애국심을 보인 토니킴은 현재 대한민국 국적을 취득하여 귀화한 상태이다.

본명 "김토니" 서울에서 거주하고 있으며
2014년 8월 블랙케이 (Black.K)로 데뷔하여 현재는
"토니킴"으로 활동하고 있다.

## 학력
- 한국외국어대학교 (스페인어과)

## 음반
| 발매일     | Artist  | 발매 | 앨범 타입 | 앨범명             | 곡                            |
| ---------- | ------- | ---- | --------- | ------------------ | ----------------------------- |
| 2014.08.20 | Black K | 한국 | 싱글      | 집에가지마         | 집에가지마 (feat.빅죠,아이린) |
| 2021.05.14 | 토니킴  | 한국 | 싱글      | 이제 그만 헤어지자 | 이제 그만 헤어지자            |
| 2022.07.22 | 토니킴  | 한국 | 싱글      | To Mom             | To Mom                        |
| 2023.10.23 | 토니킴  | 한국 | 싱글      | 가을밤의 고백      | 가을밤의 고백 (feat.미키드)   |

1. ↑  “토니킴 프로필 : 네이버 통합검색”. 2023년 10월 19일에 확인함.